# Filmåret 1908

## Händelser

### Februari
- 24 februari – Svenska lärare slår larm om våldsfilmer som får barnen att drömma mardrömmar.[1]

## Årets filmer

### A - G
- Amerikaminnen
- Dans ur "Surcouf"
- En bildserie ur Konung Oscar II:s lif
- En färd på Kinda Kanal
- En resa i midnattssolens land
- Gustaf III och Bellman
- Göta Elf-katastrofen

### H - N
- Han som klara' boven
- Hur man smugglar vid gränsen (Comment on fraude à la frontière)
- I klädloge och på scen
- Kolingen
- Kvinnliga akademiska fotbollsklubben VIRGINIA
- Lejonjakten
- Macbeth

### O - Ö
- Resa Stockholm-Göteborg genom Göta och Trollhätte kanaler
- Romeo och Julia
- Svenska nationaldanser
- Ungdomens blomma (Fleur de jeunesse)

## Födda
- 5 januari – Jiro Sato, japansk tennisspelare.
- 18 januari – John Sandling, svensk skådespelare.
- 7 februari – Buster Crabbe, amerikansk skådespelare och simmare.
- 22 februari – Sir John Mills, brittisk skådespelare.
- 26 februari – Tex Avery, amerikansk animatör, filmregissör, skådespelare och manusförfattare.
- 4 mars – Naemi Briese, svensk sångerska och skådespelare.
- 5 mars – Rex Harrison, brittisk skådespelare.
- 7 mars – Anna Magnani, italiensk skådespelare.
- 23 mars – Joan Crawford, amerikansk skådespelare.
- 25 mars – David Lean, brittisk regissör.
- 30 mars – Lill-Tollie Zellman, svensk skådespelare.
- 1 april – Richard Barstow, amerikansk filmregissör och koreograf.
- 5 april – Bette Davis, amerikansk skådespelare.
- 13 april – Yngve Nordwall, svensk skådespelare och regissör.
- 3 maj – Alli Halling, svensk skådespelare.
- 19 maj – Bengt-Olof Granberg, svensk skådespelare.
- 20 maj – James Stewart, amerikansk flyggeneral och skådespelare.
- 30 maj – Mel Blanc, amerikansk röstskådespelare.
- 31 maj – Nils Poppe, svensk skådespelare.
- 8 juni – Gardar Sahlberg, svensk litteraturforskare, manusförfattare, sångtextförfattare och kortfilmsregissör.
- 12 juli – Milton Berle, amerikansk manusförfattare, kompositör, komiker och skådespelare.
- 30 augusti – Fred MacMurray, amerikansk skådespelare.
- 7 september – Stina Ståhle, svensk skådespelare.
- 12 september – Milton Berle, amerikansk skådespelare.
- 13 september – Albert Gaubier, polsk-svensk regissör, koreograf och dansare.
- 27 september – Dagmar Olsson, svensk skådespelare, sångerska och dansare.
- 7 oktober – Otto Moskovitz, rumänsk/svensk cirkusartist och skådespelare.
- 9 oktober – Jacques Tati, fransk komiker, regissör.
- 26 oktober – Inga-Lill Åhström, svensk skådespelare.
- 29 oktober – Lorens Marmstedt, svensk regissör, manusförfattare och filmproducent.
- 31 oktober – Birger Lensander, svensk skådespelare.
- 3 november – Jack Donohue, amerikansk filmregissör, koreograf, skådespelare och dansare.
- 16 november – Gustaf Färingborg, svensk skådespelare.
- 11 december – Bror Bügler, svensk skådespelare, manusförfattare och regissör.
- 13 december – Sture Lagerwall, svensk skådespelare och regissör.
- 20 december – Curt Löwgren, svensk skådespelare.
- 26 december – Lizzy Stein, svensk skådespelare och sångerska.

## Avlidna
- 23 juni – Charles B. Jefferson, amerikansk skådespelare.

### Webbkällor
- Svensk Filmdatabas – Filmer med premiär 1908

### Fotnoter
1. ↑  100 år med Aftonbladet – 1908, 1999